# Малая Фатра
Малая Фатра (словац. Malá Fatra), горный массив в Жилинском крае Словакии, часть Фатранско-Татранской области. Наивысшая точка — гора Вельки-Кривань (1708 м). Малая Фатра знаменита своими многочисленными ущельями и водопадами и скалистыми образованиями. Ядро горной цепи сформировано гранитными породами, однако при этом большая часть гряды образована складчатыми породами, такими как доломиты и известняк. Интересно, что Малая Фатра выше Большой. Малая Фатра делится на две части:
- Лучанская или Луканская (самая высокая гора здесь Велка-Лука, 1476 м) и
- Криваньская (в её пределах располагается великолепная Вратная долина, где находится архаичная и живописная деревушка Стефанова).

Малая Фатра служит западной границей исторической области Турец. Горная цепь Малая Фатра была признана национальным парком в 1988 году. На территории Малой Фатры находится четырнадцать охраняемых природных резерваций.

## Горные вершины
Наивысшие:
- Вельки-Розсутец, 1610 м.
- Стог, 1607 м.
- Хлеб, 1646 м.
- Вельки-Кривань, 1709 м.
- Малы-Кривань, 1671 м.
- Громове, 1636 м.

- Оравски Град
- Вратная долина
- Кляк

## Достопримечательности
- Замки Оравский Град, Будатин
- Развалины замков Стречньянский Град, Старград, Льетава, Зньев
- Скалы, пещеры, водопады, горные озёра
- Многочисленные горнолыжные центры